# Sztéliosz Manolász
Sztilianósz Manolász (görögül: Στυλιανός Μανωλάς; Náxosz, 1961. július 13. –) görög válogatott labdarúgó, hátvéd, edző.

## Pályafutása

### Klubcsapatban
Pályafutása során egyetlen csapatban az AÉK Athénban játszott. 1980 és 1998 között 450 mérkőzésen lépett pályára és 35 alkalommal volt eredményes. Négyszeres görög bajnok és háromszoros kupagyőztes.  

### A válogatottban
1982 és 1994 között 71 alkalommal szerepelt a görög válogatottban és 6 gólt szerzett. Részt vett az 1994-es világbajnokságon.

### Edzőként
2004-ben a görög U21-es válogatott szövetségi edzője volt. 2012 és 2013 között a Níki Vólu csapatát edzette. 2014 és 2015 között az U20-as válogatottat irányította. 2014 és 2016 között az AEK U20-as csapatánál dolgozott. 2016-ban megbízott edzőként kupát nyert az AEK Athénnal. 

## Sikerei, díjai

### Játékosként
AÉK Athén
- Görög bajnok (4): 1988–89, 1991–92, 1992–93, 1993–94
- Görög kupagyőztes (3): 1982–83, 1995–96, 1996–97
- Görög szuperkupagyőztes (2): 1989, 1996

### Edzőként
AÉK Athén
- Görög kupagyőztes (1): 2015–16

## Külső hivatkozások
- Sztéliosz Manolász adatlapja a National-Football-Teams.com oldalon (angolul)

- Sztéliosz Manolász (angol nyelven). FootballDatabase.eu
- Sztéliosz Manolász (angol nyelven). eu-football.info
- Sztéliosz Manolász (német nyelven). kicker.de
- Sztéliosz Manolász adatlapja a worldfootball.net oldalon (angolul)